# Tildeling af køn
Tildeling af køn refererer til den registrering af et barns køn, der sker ved fødslen baseret på barnets kønsorganer. Dette registrerede køn kaldes det ved fødslen tildelte køn eller kort fødselskøn.
I mange lande bruges fødselskøn til officiel registrering i offentlige registre. I Danmark registreres køn i Det Centrale Personregister, hvor et barns CPR-nummer afspejler det registrerede køn. Kvinder har et lige endetal, mens mænd har et ulige endetal.
Den medicinske bestemmelse af køn kan være mere kompleks, da biologiske variationer kan forekomme inden for kønsorganer, gonader og kromosomer. Mennesker, der ikke entydigt kan klassificeres som mand eller kvinde ved fødslen, kan betegnes som interkøn, også kaldet intersex.
Tyskland afskaffede i 2013 som det første land i Europa kravet om, at interkønnede børn skulle registreres som enten dreng eller pige ved fødslen.